# Fénétrange
Fénétrange é uma comuna francesa na região administrativa do Grande Leste, no departamento de Mosela. Estende-se por uma área de 14.49 km², e possui 709 habitantes, segundo o censo de 2018, com uma densidade de 49 hab/km².